# Antimo VI de Constantinopla
Antimo VI, (* Isla Kutali (Turquía), 1782 – † Kandilli (Turquía), 1878) Patriarca de Constantinopla de 1845 a 1848, de 1853 a 1855 y de 1871 a 1873. 
Patriarca Ecuménico de Constantinopla en tres ocasiones, desde el  16 de diciembre de 1845 al 30 de octubre de 1848, desde el 6 de octubre de 1853 al 3 de octubre de 1855 y desde el 17 de septiembre de 1871 al 12 de octubre de 1873. 
| Predecesor: Melecio III Germano IV Gregorio VI | Patriarca de Constantinopla 1845 – 1848 1853 – 1855 1871 - 1873 | Sucesor: Antimo IV Cirilo VII Joaquín II |

- Datos: Q2541495
- Multimedia: Anthimus VI of Constantinople / Q2541495